# 阿爾巴尼亞丙組足球聯賽
阿爾巴尼亞丙組足球聯賽（Albanian Third Division）是阿爾巴尼亞足協協會組織的第四級別職業足球聯賽。阿爾巴尼亞丙組足球聯賽有 8 支隊伍參賽。各組的優勝者獲得升級到阿爾巴尼亞乙組足球聯賽的權利，排名最後的球隊不會再被降級至較低水平的聯賽，並可在下個賽季再試升級或得到提高排名。